# Quatre falques
Quatre falques és una escultura situada al Pla de Palau, de Barcelona, davant de la font del Geni Català. Obra de l'escultor alemany Ulrich Rückriem, es va inaugurar el 21 de juliol de 1992, pocs dies abans del començament dels Jocs Olímpics de Barcelona. Consisteix en quatre blocs de granit finlandès, tallats en forma de falca, que es pot interpretar com un homenatge a les quatre barres catalanes.
Forma part de l'exposició Configuracions urbanes, organitzada per la nominació de Barcelona com a seu dels Jocs Olímpics, que consisteix en vuit obres creades per sis artistes estrangers, un madrileny i un de català, que formen un recorregut pels barris de la Ribera, la Barceloneta i el Port Vell. El projecte va estar dirigit per la crítica d'art Gloria Moure.